# Célestine Galli-Marié
Célestine Galli-Marié (15 de marzo de 1837, París - 21 de septiembre de 1905) fue una mezzosoprano francesa, recordada por haber estrenado el rol titular de la ópera Carmen.

## Biografía
Célestine, cuyo nombre de soltera era Marie-Célestine Laurence Marié de l'Isle, fue educada por su padre, el cantante de ópera Mécène Marié de l'Isle. Debutó en Estrasburgo en 1859. Casada a los 15 años con el escultor Jean-Pierre Victor Gally, enviudó en 1861 tomando el nombre de Galli-Marié. Cantó en la Opéra-Comique hasta 1885, estrenando la ópera La serva padrona de Pergolesi. 
Sus papeles más famosos fueron los protagonistas de las óperas Mignon (1866) de Ambroise Thomas y Carmen (1875) de Georges Bizet. Mientras representaba esta última, tuvo el presentimiento de que el compositor moriría pronto, cosa que efectivamente sucedió a las pocas horas.
Cantó en Nápoles, Génova, Barcelona, Lyon, Lieja, Londres y Dieppe.
Murió en Vence, cerca de Niza.